# Ulrikke Eikeri
Ulrikke Pia Eikeri (ur. 16 grudnia 1992) – norweska tenisistka, reprezentantka Norwegii w Pucharze Billie Jean King, finalistka French Open 2022 w grze mieszanej, półfinalistka juniorskiego Australian Open w grze podwójnej dziewcząt.

## Kariera tenisowa
Karierę tenisową rozpoczęła w maju 2007 roku, biorąc udział w turnieju ITF w Oslo. Zagrała tam w grze pojedynczej dzięki dzikiej karcie i dotarła do drugiej rundy, natomiast w grze podwójnej odpadła w ćwierćfinale. W czerwcu 2008 roku dotarła do finału singla na turnieju w Gausdal, a w listopadzie wygrała (w parze z Helene Auensen) turniej deblowy w Sztokholmie. W 2010 roku wygrała swój pierwszy turniej singlowy, w fińskim Savitaipale, a w sumie wygrała jedenaście turniejów singlowych i trzydzieści dwa deblowe rangi ITF.
W kwietniu 2008 roku zagrała w Pucharze Federacji i wygrała wszystkie swoje mecze – cztery w singlu i dwa w deblu. Począwszy od tego wydarzenia regularnie reprezentuje swój kraj w tych rozgrywkach.
W sezonie 2021 osiągnęła finał zawodów w Lozannie. Razem z Walendini Gramatikopulu uległy Susan Bandecchi i Simonie Waltert 3:6, 7:6(3), 5–10. W październiku wspólnie z Ellen Perez odniosły zwycięstwo w turnieju na Teneryfie, gdzie pokonały w finale 6:3, 6:3 Ludmyłę Kiczenok i Martę Kostiuk.
W 2022 roku podczas French Open osiągnęła finał miksta. Razem z Joranem Vliegenem przegrali w meczu mistrzowskim 6:7(5), 2:6 z Eną Shibaharą i Wesleyem Koolhofem. W lipcu w grze podwójnej zwyciężyła w zawodach cyklu WTA 125 w Contrexéville oraz osiągnęła finał rozgrywek kategorii WTA 250 w Lozannie.
W 2023 roku awansowała do deblowego finału zawodów WTA 125 w Saint-Malo. W czerwcu wspólnie z Ingrid Neel triumfowały w rozgrywkach WTA Tour w Nottingham.
W rankingu WTA sklasyfikowana najwyżej na 206. miejscu w grze pojedynczej (16 kwietnia 2018), a w grze podwójnej na 26. pozycji (22 kwietnia 2024).

## Finały turniejów WTA
| Legenda                   | Legenda |
| ------------------------- | ------- |
| Wielki Szlem              |         |
| Igrzyska olimpijskie      |         |
| WTA Tour Championships    |         |
| od 2021                   |         |
| WTA 1000 (obowiązkowe)    |         |
| WTA 1000 (nieobowiązkowe) |         |
| WTA 500                   |         |
| WTA 250                   |         |
| WTA 125                   |         |

### Gra podwójna 7 (4–3)
| Końcowy wynik | Nr | Data                 | Turniej    | Nawierzchnia   | Partnerka               | Przeciwniczki                          | Wynik finału      |
| ------------- | -- | -------------------- | ---------- | -------------- | ----------------------- | -------------------------------------- | ----------------- |
| Finalistka    | 1. | 18 lipca 2021        | Lozanna    | Ceglana        | Walendini Gramatikopulu | Susan Bandecchi Simona Waltert         | 3:6, 7:6(3), 5–10 |
| Zwyciężczyni  | 1. | 24 października 2021 | Teneryfa   | Twarda         | Ellen Perez             | Ludmyła Kiczenok Marta Kostiuk         | 6:3, 6:3          |
| Finalistka    | 2. | 16 lipca 2022        | Lozanna    | Ceglana        | Tamara Zidanšek         | Olga Danilović Kristina Mladenovic     | walkower          |
| Zwyciężczyni  | 2. | 18 czerwca 2023      | Nottingham | Trawiasta      | Ingrid Neel             | Harriet Dart Heather Watson            | 7:6(6), 5:7, 10–8 |
| Zwyciężczyni  | 3. | 30 września 2023     | Tokio      | Twarda         | Ingrid Neel             | Eri Hozumi Makoto Ninomiya             | 3:6, 7:5, 10–5    |
| Finalistka    | 3. | 21 kwietnia 2024     | Stuttgart  | Ceglana (hala) | Ingrid Neel             | Chan Hao-ching Wieronika Kudiermietowa | 6:4, 3:6, 2–10    |
| Zwyciężczyni  | 4. | 3 listopada 2024     | Hong Kong  | Twarda         | Makoto Ninomiya         | Shūko Aoyama Eri Hozumi                | 6:4, 4:6, 11-9    |

### Gra mieszana 1 (0–1)
| Końcowy wynik | Nr | Data           | Turniej     | Nawierzchnia | Partner       | Przeciwnicy                  | Wynik finału |
| ------------- | -- | -------------- | ----------- | ------------ | ------------- | ---------------------------- | ------------ |
| Finalistka    | 1. | 2 czerwca 2022 | French Open | Ceglana      | Joran Vliegen | Ena Shibahara Wesley Koolhof | 6:7(5), 2:6  |

## Finały turniejów WTA 125

### Gra podwójna 3 (2–1)
| Końcowy wynik | Nr | Data             | Turniej       | Nawierzchnia | Partnerka         | Przeciwniczki                    | Wynik finału   |
| ------------- | -- | ---------------- | ------------- | ------------ | ----------------- | -------------------------------- | -------------- |
| Zwyciężczyni  | 1. | 10 lipca 2022    | Contrexéville | Ceglana      | Tereza Mihalíková | Han Xinyun Aleksandra Panowa     | 7:6(8), 6:2    |
| Finalistka    | 1. | 6 maja 2023      | Saint-Malo    | Ceglana      | Eri Hozumi        | Greet Minnen Bibiane Schoofs     | 6:7(7), 6:7(3) |
| Zwyciężczyni  | 2. | 27 sierpnia 2023 | Chicago       | Twarda       | Ingrid Neel       | Cristina Bucșa Aleksandra Panowa | walkower       |

## Występy w Turnieju WTA Elite Trophy

### W grze podwójnej
| Rok  | Rezultat     | Partnerka        | Przeciwniczki                                | Wynik                      |
| 2023 | Faza grupowa | Ludmyła Kiczenok | Miyu Katō Aldila Sutjiadi Wang Xiyu Xu Yifan | 3:6, 7:6(5), 6–10 3:6, 2:6 |

## Wygrane turnieje rangi ITF
| turnieje z pulą nagród 100 000 $ |
| turnieje z pulą nagród 80 000 $  |
| turnieje z pulą nagród 60 000 $  |
| turnieje z pulą nagród 25 000 $  |
| turnieje z pulą nagród 15 000 $  |
| turnieje z pulą nagród 10 000 $  |

### Gra pojedyncza
|     | Data       | Turniej            | Kat. | ($)    | Naw.    | Finalistka            | Wynik         |
| 1.  | 08/08/2010 | Savitaipale        | ITF  | 10 000 | ziemna  | Piia Suomalainen      | 7:5, 6:4      |
| 2.  | 10/10/2010 | Espinho            | ITF  | 10 000 | ziemna  | Alice Tisset          | 6:0, 6:0      |
| 3.  | 07/08/2011 | Iława              | ITF  | 10 000 | ziemna  | Tereza Smitková       | 6:3, 6:2      |
| 4.  | 28/08/2011 | Bagnatica          | ITF  | 10 000 | ziemna  | Ani Amiraghian        | 6:4, 6:4      |
| 5.  | 29/01/2012 | Coimbra            | ITF  | 10 000 | twarda  | Justyna Jegiołka      | 2:6, 7:5, 6:3 |
| 6.  | 22/12/2013 | Bertioga           | ITF  | 25 000 | twarda  | Cindy Burger          | 6:4, 2:6, 6:4 |
| 7.  | 06/04/2014 | Jackson            | ITF  | 25 000 | ziemna  | Anhelina Kalinina     | 6:2, 6:4      |
| 8.  | 09/08/2015 | Fort Worth         | ITF  | 10 000 | twarda  | Frances Altick        | 6:3, 6:1      |
| 9.  | 15/04/2017 | Pelham             | ITF  | 25 000 | ceglana | Usue Maitane Arconada | 7:5, 6:2      |
| 10. | 24/06/2017 | Baja               | ITF  | 25 000 | ceglana | Chantal Škamlová      | 7:6(4), 6:2   |
| 11. | 08/10/2017 | Hilton Head Island | ITF  | 15 000 | ceglana | Bianca Turati         | 6:4, 6:1      |

### Gra podwójna
|     | Data       | Turniej          | Naw.          | Partnerka               | Przeciwniczki                                | Wynik                |
| 1.  | 24/10/2008 | Sztokholm        | Twarda (hala) | Helene Auensen          | Anna Brazhnikova Malou Ejdesgaard            | 6:2, 4:6, 10–8       |
| 2.  | 13/09/2010 | Lleida           | Ceglana       | Caroline Rohde-Moe      | Alix Collombon Jessica Ginier                | 7:5, 5:0 krecz       |
| 3.  | 27/09/2010 | Porto            | Ceglana       | Lena-Marie Hofmann      | Gail Brodsky Alexandra Riley                 | 7:6(4), 6:7(5), 10–5 |
| 4.  | 04/10/2010 | Espinho          | Ceglana       | Lena-Marie Hofmann      | Barbara Luz Samantha Powers                  | 6:3, 6:1             |
| 5.  | 10/01/2011 | Glasgow          | Twarda (hala) | Izabełła Szinikowa      | Teodora Mirčić Jasmina Tinjić                | 6:4, 6:4             |
| 6.  | 16/01/2012 | Coimbra          | Twarda        | Lucia Butkovská         | Beatrice Cedermark Matilda Hamlin            | 6:3, 6:1             |
| 7.  | 23/01/2012 | Coimbra          | Twarda        | Lucia Butkovská         | Martina Caciotti Nicole Clerico              | 6:3, 6:0             |
| 8.  | 19/03/2012 | La Marsa         | Ceglana       | Izabełła Szinikowa      | Mervana Jugić-Salkić Sandra Klemenschits     | 6:3, 6:4             |
| 9.  | 22/10/2012 | Florence         | Twarda        | Akiko Ōmae              | Brooke Austin Hayley Carter                  | 6:1, 6:1             |
| 10. | 07/01/2013 | Innisbrook       | Ceglana       | Hsu Chieh-yu            | Florencia Molinero Adriana Pérez             | 6:3, 6:0             |
| 11. | 14/03/2016 | Orlando          | Ceglana       | Quirine Lemoine         | Ema Burgić Bucko Dia Ewtimowa                | 6:1, 6:3             |
| 12. | 06/06/2016 | Mińsk            | Ceglana       | Laura Pigossi           | Iłona Kremień Iryna Szymanowicz              | 6:2, 6:4             |
| 13. | 06/12/2016 | Antalya          | Ceglana       | Ema Burgić Bucko        | Maryna Chernyshova Anna Ukołowa              | 6:4, 6:1             |
| 14. | 12/12/2016 | Antalya          | Ceglana       | Ema Burgić Bucko        | Sonia Grzywocz Caitlyn Williams              | 6:1, 6:1             |
| 15. | 27/01/2018 | Wesley Chapel    | Ceglana       | Iłona Kremień           | Hsu Ching-wen Zheng Wushuang                 | 6:2, 6:3             |
| 16. | 10/08/2018 | Las Palmas       | Ceglana       | Jana Sizikowa           | Başak Eraydın İpek Soylu                     | 6:2, 6:4             |
| 17. | 02/09/2018 | Budapeszt        | Ceglana       | Elica Kostowa           | Dalma Gálfi Réka Luca Jani                   | 2:6, 6:4, 10–8       |
| 18. | 20/10/2018 | Florence         | Twarda        | Anna Danilina           | Tara Moore Conny Perrin                      | 6:7(9), 6:2, 10–8    |
| 19. | 20/01/2019 | Daytona Beach    | Ceglana       | Anna Bondár             | Hailey Baptiste Emina Bektas                 | 6:3, 5:7, 11–9       |
| 20. | 13/04/2019 | Sunderland       | Twarda (hala) | Maja Chwalińska         | Emina Bektas Tara Moore                      | 6:4, 3:6, 11–9       |
| 21. | 09/06/2019 | Mińsk            | Ceglana       | Martina Colmegna        | Amina Anszba Anastasia Dețiuc                | 1:6, 6:4, 10–6       |
| 22. | 10/08/2019 | Warszawa         | Ceglana       | Maja Chwalińska         | Weronika Falkowska Martyna Kubka             | 6:4, 6:1             |
| 23. | 28/09/2019 | Clermont-Ferrand | Twarda (hala) | Lara Salden             | Lou Brouleau Ioana Loredana Roșca            | 6:1, 6:4             |
| 24. | 07/12/2019 | Solapur          | Twarda        | Ankita Raina            | Berfu Cengiz Despina Papamichail             | 5:7, 6:4, 10–3       |
| 25. | 14/12/2019 | Pune             | Twarda        | Jekatierina Jaszyna     | Darja Miszyna Anna Morgina                   | 1:6, 6:3, 10–5       |
| 26. | 12/03/2021 | Kazań            | Twarda (hala) | Shalimar Talbi          | Walendini Gramatikopulu Anastasija Zacharowa | 6:4, 6:0             |
| 27. | 08/05/2021 | Naples           | Ceglana       | Catherine Harrison      | Erina Hayashi Kanako Morisaki                | 6:2, 3:6, 10–2       |
| 28. | 05/06/2021 | Otočec           | Ceglana       | Réka Luca Jani          | Pia Lovrič Sada Nahimana                     | 5:7, 6:4, 10–5       |
| 29. | 12/06/2021 | Montemor-o-Novo  | Twarda        | Walendini Gramatikopulu | Eri Hozumi Akiko Ōmae                        | 6:1, 6:0             |
| 30. | 11/07/2021 | Contrexéville    | Ceglana       | Anna Danilina           | Dalma Gálfi Kimberley Zimmermann             | 6:0, 1:6, 10–4       |
| 31. | 04/03/2023 | Toronto          | Twarda (hala) | Fanny Stollár           | Maya Joint Mia Yamakita                      | 7:6(6), 6:0          |
| 32. | 22/04/2023 | Oeiras           | Ceglana       | Eri Hozumi              | Francisca Jorge Matilde Jorge                | 4:6, 6:4, 10–5       |